# I veri parenti di Gesù
I veri parenti di Gesù è un episodio raccontato dai vangeli sinottici.

## L’episodio
Gesù entrò in una casa e si mise ad insegnare e c'era una grande folla. Arrivarono la madre di Gesù e i suoi fratelli, ma a causa della folla non riuscirono ad entrare, così lo mandarono a chiamare. Appena gli dissero che fuori c’erano i suoi familiari, Gesù indicò le persone che stavano con lui e disse che i suoi veri parenti sono coloro che fanno la volontà di Dio.

## Interpretazione
Il vangelo secondo Matteo e il vangelo secondo Luca non chiariscono i motivi della visita dei familiari di Gesù, mentre il vangelo secondo Marco chiarisce un po' prima che essi erano usciti per andare a prenderlo perché pensavano che fosse fuori di sé. Il vangelo secondo Giovanni non racconta l’episodio, ma riferisce in un altro contesto che "neanche i suoi fratelli credevano in lui". I parenti di Gesù avrebbero cambiato idea dopo la sua risurrezione, al punto che Giacomo sarebbe diventato un personaggio importante nell'ambito dei seguaci di Gesù.
Secondo alcuni studiosi, la visione negativa della famiglia di Gesù riportata in particolare da Marco potrebbe essere indice di conflitti nella primitiva comunità cristiana, in cui i cristiani di origine non ebraica si sarebbero cominciati a risentire del culto di Gesù guidato dalla sua famiglia e dell'autorità della chiesa di Gerusalemme guidata da Giacomo.
Altri autori ritengono invece che siano possibili altre interpretazioni. I familiari di Gesù sono fuori dalla cerchia dei suoi discepoli e vorrebbero che fosse lui ad andare da loro, rientrando nella cerchia familiare. Gesù invece ha la sua missione e i suoi veri familiari sono coloro che la condividono. Anche i suoi consanguinei, se vogliono far parte della nuova famiglia di Gesù, devono mettersi alla sua sequela. Ciò vale anche per Maria: colei che, obbedendo a Dio, ha reso possibile la nascita di Gesù per opera dello Spirito Santo, è chiamata adesso ad obbedirvi ancora diventando discepola di Gesù.